# Capromys
Hutias à longue queue
Genre
Capromys est un genre de Rongeurs qui comprend des hutias à longue queue, endémiques de Cuba.
Ce genre a été décrit pour la première fois en 1822 par le zoologiste français Anselme Gaëtan Desmarest (1784-1838).

## Liste d'espèces
Selon Mammal Species of the World (version 3, 2005)  (9 janv. 2013) et ITIS (9 janv. 2013) :
- Capromys gundlachianus (Varona, 1983)
- Capromys pilorides (Say, 1822)

Selon NCBI (9 janv. 2013) et Catalogue of Life (9 janv. 2013):
- Capromys pilorides

Noms devenus synonymes
- Capromys elegans Cabrera, 1901[6], un synonyme de Phloeomys cumingi, aussi appelé Rat de Cuming.